# 최영자 (영문학자)
최영자(崔永子, 1936년 12월 23일~)는 대한민국의 대학 교수이자 영문학자이다. 한국외국어대학교 교수를 지냈다.

## 학력
- 이화여자고등학교 졸업
- 이화여자대학교 영어영문학과
- 한국외국어대학교 영어과 학사
- 한국외국어대학교 문학 석사
- 동국대학교 문학 박사
- 스탠퍼드 대학교 Visiting Scholar

## 경력
- 1981년~2002년 한국외국어대학교 영어과 교수
- 스탠퍼드 대학교 객원교수(Visiting Professor)
- 한국예이츠학회 이사, 자문위원(2002~)
- 한국외국어대학교 영어과 학장
- 2002년~ 한국외국어대학교 명예교수
- 한국외국어대학교 발전추진위원